# Liste des fontaines du 9e arrondissement de Paris

Cet article recense les fontaines du 9e arrondissement de Paris, en France.

## Statistiques
4 fontaines sont protégées au titre des monuments historiques : 

- la fontaine de Trévise[2],
- dans l'impasse rue Cardinal-Mercier, dit aussi hôtel Judic[3],
- la fontaine au 34 rue Jean-Baptiste Pigalle[4]
- et la fontaine de la Cité Napoléon[5].

## Liste
| Fontaine                                                                       | Localisation                                                   | Coordonnées et notes                                                                             | Auteur(s) | Date         | Illus. |
| ------------------------------------------------------------------------------ | -------------------------------------------------------------- | ------------------------------------------------------------------------------------------------ | --- | ------------ | ------ |
| Fontaine Alfred Stevens                                                        | rue Alfred-Stevens                                             | 48° 52′ 54″ N, 2° 20′ 19″ E Fontaine désaffectée.                                                | | 1906         |        |
| Fontaines de la rue du Cardinal-Mercier                                        | 11, rue du Cardinal-Mercier                                    | 48° 52′ 53″ N, 2° 19′ 49″ E La fontaine est au fond de l'impasse                                 | | 1879-1887    |        |
| Fontaine de la Cité Napoléon                                                   | 58-60 bis rue de Rochechouart 25 rue Pétrelle                  | 48° 52′ 50″ N, 2° 20′ 50″ E. Fontaine privée à deux vasques sur colonne, aujourd'hui hors d'eau. | | Vers 1850    |        |
| Fontaine du Coq (vestige de l'ancien château des Porcherons)                   | Avenue du Coq 87-91 rue Saint-Lazare                           | 48° 52′ 31″ N, 2° 19′ 48″ E                                                                      | | XVIIe siècle |        |
| Fontaine Drouot                                                                | 9 rue Drouot                                                   | 48° 52′ 24″ N, 2° 20′ 26″ E                                                                      | Jean-Jacques Fernier (architecte) André Biro (architecte) Dominique Babinet (sculpteur)                                          | 1980         |        |
| Fontaine Gavarni                                                               | place Saint-Georges Notre-Dame-de-Lorette                      | 48° 52′ 42″ N, 2° 20′ 15″ E                                                                      | Denys Puech | 1904         |        |
| Fontaine au 16 rue de la Grange Batelière                                      | 16 rue de la Grange-Batelière                                  | 48° 52′ 24″ N, 2° 20′ 29″ E                                                                      | |              |        |
| Fontaine du Lycée Condorcet (ancien lycée Bonaparte)                           |                                                                | 48° 52′ 30″ N, 2° 19′ 38″ E                                                                      | | 1806-1807    |        |
| Fontaine du Square d'Orléans                                                   | Square d'Orléans entrée au 80 rue Taitbout                     | 48° 52′ 39″ N, 2° 20′ 10″ E                                                                      | | 1856         |        |
| Fontaine de la Pythie de Delphes à l'Opéra                                     | Opéra Garnier (galerie du deuxième vestibule) place de l'Opéra | 48° 52′ 17″ N, 2° 19′ 55″ E                                                                      | Adèle d'Affry dite Marcello (sculptrice)                                                                                         |              |        |
| Fontaine de la place Pigalle ou fontaine de la Place de la Barrière-Montmartre | Place Pigalle                                                  | 48° 52′ 56″ N, 2° 20′ 14″ E                                                                      | Gabriel Davioud (architecte) | 1862-1863    |        |
| Fontaine au 34 rue Jean-Baptiste Pigalle                                       | 34 rue Jean-Baptiste-Pigalle                                   | 48° 52′ 47″ N, 2° 20′ 03″ E                                                                      | | XIXe siècle  |        |
| Fontaine de Trévise                                                            | Cité de Trévise                                                | 48° 52′ 30″ N, 2° 20′ 49″ E                                                                      | Francisque Duret | 1840-1845    |        |
| Fontaines de la Trinité                                                        | Place d'Estienne-d'Orves                                       | 48° 52′ 37″ N, 2° 19′ 54″ E                                                                      | Théodore Ballu (architecte) Francisque Duret (sculpteur) Eugène-Louis Lequesne (sculpteur) François-Théophile Murgey (sculpteur) | 1864-1867    |        |